# Charles Jackson
Charles Edward Jackson (Sacramento, California, 22 de mayo de 1993) es un jugador de baloncesto estadounidense que pertenece a la plantilla del Hiroshima Dragonflies, de la B.League japonesa. Con 2,08 metros de estatura, juega en la posición de pívot.

## Trayectoria deportiva

### Universidad
Comenzó su andadura universitaria en el pequeño community college de Lassen, donde promedió 12,2 puntos, 11,4 rebotes y 2,4 tapones por partido. De ahí pasó al año siguiente al College of Southern Idaho de la NJCAA, donde tras recuperarse de una lesión en la pierna, disputó 16 partidos viendo limitada su participación, en los que promedió 5,8 puntos y 5,6 rebotes.
En 2014 accedió por fin a la División I de la NCAA al ser transferido a los Golden Eagles de la Universidad Tecnológica de Tennessee, donde jugó una temporada en la que promedió 13,0 puntos, 9,5 rebotes y 1,3 tapones por partido, siendo incluido en el mejor quinteto de debutantes de la Ohio Valley Conference. Al término de la temporada se declaró elegible para el Draft de la NBA, renunciando a su último año como universitario.

### Profesional
Tras no ser elegido en el Draft de la NBA de 2015, fue invitado por los Philadelphia 76ers para disputar las Ligas de Verano de la NBA, promediando 7,5 puntos y 6,0 rebotes en los cuatro partidos que disputó. En agosto fichó por los New Zealand Breakers de la NBL Australia, Jugó 33 partidos, en los que promedió 10,1 puntos y 7,9 rebotes. En marzo de 2016 firmó un breve contrato por dos partidos con los Wellington Saints de la liga de Nueva Zelanda.
Una semana más tarde, fue adquirido por los Delaware 87ers de la NBA D-League. Allí acabó la temporada promediando 7,2 puntos, 7,8 rebotes y 1,2 tapones por partido.
El 7 de agosto de 2016 fichó por el Sakarya BB de la TBL, la segunda división del baloncesto turco. En su primera temporada en el equipo promedió 11,7 puntos y 6,8 rebotes por partido.